# Кристенсен, Оливер
Оливер Кристенсен (дат. Oliver Christensen; род. 22 марта 1999, Кертеминне, Фюн) — датский футболист, вратарь клуба «Фиорентина», выступающий на правах аренды за клуб «Салернитана».

## Клубная карьера
Кристенсен — воспитанник клубов «Кертеминне» и «Оденсе». 22 октября 2018 года в матче против «Брондбю» он дебютировал в датской Суперлиге в составе последнего. Летом 2021 года Кристенсен перешёл в берлинскую «Герту», подписав контракт на 5 лет.

## Международная карьера
11 ноября 2020 года в товарищеском матче против сборной Швеции Кристенсен дебютировал за сборную Дании. 
В 2021 году Кристенсен в составе молодёжной сборной Дании принял участие в молодёжном чемпионате Европы в Венгрии и Словении. На турнире он сыграл в матчах против Франции, Исландии, Германии и России.

## Статистика

### Матчи Кристенсена за сборную Дании
| Матчи Кристенсена за сборную Дании | Матчи Кристенсена за сборную Дании | Матчи Кристенсена за сборную Дании | Матчи Кристенсена за сборную Дании | Матчи Кристенсена за сборную Дании | Матчи Кристенсена за сборную Дании |
| ---------------------------------- | ---------------------------------- | ---------------------------------- | ---------------------------------- | ---------------------------------- | ---------------------------------- |
| №                                  | Дата                               | Соперник                           | Счёт                               | Пропущено голов                    | Соревнование                       |
| 1                                  | 11 ноября 2020                     | Швеция                             | 2:0                                | —                                  | Товарищеский матч                  |

Итого: 1 матч / пропущено 0 голов; 1 победа, 0 ничьих, 0 поражений.